# Chiesa di San Matteo alla Bacchetta
La chiesa di San Matteo alla Bacchetta, chiamata anche San Matteo alla Banchetta, è una chiesa di Milano, la cui facciata dà su via Santa Maria Fulcorina. È parte del Palazzo Fagnani-Ronzoni ed è adibita a chiesa privata.

## Storia e descrizione
Sull'origine del nome della chiesa vi sono più ipotesi: una prima vorrebbe che il nome "bacchetta" fosse il diminutivo di "banco" su cui era raffigurato san Matteo nella pala d'altare conservata nella chiesa, mentre una seconda ipotesi vorrebbe il termine derivato dalla corruzione di "banchetta" sempre in onore dell'apostolo san Matteo, la cui professione prima di unirsi agli apostoli era pubblicano, o in onore dell'attività bancaria della famiglia titolare del giuspatronato.
L'edificio fu costruito per volere di Augfredo Fagnani tra l'anno 1060 e 1065 come cappella privata a fianco del palazzo privato di famiglia. La chiesa fu rifabbricata nel XVIII secolo quando ancora era la cappella privata della medesima famiglia e tra le più antiche e durature cappelle private di famiglia. La chiesa settecentesca è composta da una sola navata con due cappelle oltre quella principale: quest'ultima è ornata con un dipinto del Redentore che chiama san Matteo all'apostolato di Francesco Vicentino.